# Ransomware
 Der er for få eller ingen kildehenvisninger i denne artikel, hvilket er et problem. Du kan hjælpe ved at angive troværdige kilder til de påstande, som fremføres i artiklen.

Ransomware er en type malware, der bruges til at afpresse ejeren af den inficerede enhed til at betale løsepenge for at få adgang til sine egne data igen. Ordet er et portmanteau af de engelske ord “ransom” (løsesum) og “software” (programkode).